# Polysteganus mascarenensis
Polysteganus mascarenensis (червоний морський карась маскаренський) — вид окунеподібних риб родини Спарові (Sparidae). Це морський, батипелагічний вид, що мешкає на глибині до 300 м. Зустрічається на заході Індійського океану біля Сейшельських та Маскаренських островів. Тіло помаранчево-червоного забарвлення, сягає завдовжки до 60 см.